# Skelton Knaggs
Skelton Barnaby Knaggs (Sheffield, Inglaterra, 27 de junio de 1911-Los Angeles, EE. UU., 1 de mayo de 1955) Fue un actor inglés que participó en películas, especialmente en películas de terror.

## Biografía
Skelton Knaggs nació en el distrito de Hillsborough de Sheffield, Inglaterra. Se mudó a Londres, donde se formó como actor en la Real Academia de Arte Dramático. Posteriormente se mudó a Los Ángeles, California, y encontró trabajo como actor de en Hollywood.
De apariencia diminuta y distintiva, con un rostro marcadamente marcado por la viruela y una voz carismática con un acento provincial de las Midlands inglesas, fue elegido para papeles siniestros, a menudo en películas de terror.

## Filmografía
| Año  | Título                                    | Personaje                             | Notas                |
| ---- | ----------------------------------------- | ------------------------------------- | -------------------- |
| 1936 | Everything Is Thunder                     | Young Man with Lantern                | Debut, Sin acreditar |
| 1936 | Rembrandt                                 | Minor Role                            | Sin acreditar        |
| 1937 | The High Command                          | Fazerack                              |                      |
| 1938 | South Riding                              | Reg. Aythorne                         |                      |
| 1939 | The Spy in Black                          | German Sailor Looking for Capt. Hardt | Sin acreditar        |
| 1939 | Torture Ship                              | Jesse Bixel                           |                      |
| 1940 | Diamond Frontier                          | Morgan                                |                      |
| 1943 | Thumbs Up                                 | Shooting Gallery Concessionaire       | Sin acreditar        |
| 1943 | Headin' for God's Country                 | Jeff                                  |                      |
| 1943 | Thank Your Lucky Stars                    | Villager in Pub                       | Sin acreditar        |
| 1943 | The Ghost Ship                            | Finn - the Mute                       | Sin acreditar        |
| 1944 | The Lodger                                | Man with Cart                         | Sin acreditar        |
| 1944 | The Scarlet Claw                          | Villager in Pub                       | Sin acreditar        |
| 1944 | The Invisible Man's Revenge               | Alf Perry - a Cabman                  | Sin acreditar        |
| 1944 | Un corazón despiadado                     | Lou 'Slush' Atley                     | Sin acreditar        |
| 1945 | The Picture of Dorian Gray                | Blue Gate Fields Waiter               | Sin acreditar        |
| 1945 | Isle of the Dead                          | Andrew Robbins                        | Sin acreditar        |
| 1945 | La mansión de Drácula                     | Steinmuhl                             |                      |
| 1946 | Terror by Night                           | Sands                                 |                      |
| 1946 | Just Before Dawn                          | Louie                                 | Sin acreditar        |
| 1946 | Bedlam                                    | Varney                                | Sin acreditar        |
| 1946 | Night and Day                             | Newspaper Vendor                      | Sin acreditar        |
| 1946 | A Scandal in Paris                        | Cousin Pierre                         |                      |
| 1946 | Dick Tracy vs. Cueball                    | Rudolph                               |                      |
| 1947 | Dick Tracy Meets Gruesome                 | X-Ray                                 |                      |
| 1947 | Forever Amber                             | Blueskin                              | Sin acreditar        |
| 1948 | The Paleface                              | Pete                                  |                      |
| 1949 | Master Minds                              | Hugo                                  |                      |
| 1951 | Captain Video: Master of the Stratosphere | Retner                                | Serial               |
| 1952 | Million Dollar Mermaid                    | Cheering Man on Tower Bridge          | Sin acreditar        |
| 1952 | Blackbeard the Pirate                     | Gilly                                 |                      |
| 1953 | Botany Bay                                | Newgate Prisoner Drawing on Cell Wall | Sin acreditar        |
| 1953 | Rogue's March                             | Fish                                  |                      |
| 1954 | Casanova's Big Night                      | Little Man                            | Sin acreditar        |
| 1954 | General Electric Theater                  | Man on Crutches                       | 1 episode            |
| 1955 | Son of Sinbad                             | Sidewalk Spectator                    | Sin acreditar        |
| 1955 | TV Reader's Digest                        | Gibson                                | 1 episode            |
| 1955 | Los contrabandistas de Moonfleet          | Jacob                                 | Última película      |